# Christopher Bowers
Christopher Bowers (30 de julio de 1998) es un deportista británico que compite en piragüismo en la modalidad de eslalon.
Ganó dos medallas en el Campeonato Mundial de Piragüismo en Eslalon, oro en 2018 y plata en 2022, y una medalla de bronce en el Campeonato Europeo de Piragüismo en Eslalon de 2021.

## Palmarés internacional
| Campeonato Mundial | Campeonato Mundial      | Campeonato Mundial | Campeonato Mundial |
| Año                | Lugar                   | Medalla            | Competición        |
| ------------------ | ----------------------- | ------------------ | ------------------ |
| 2018               | Río de Janeiro (Brasil) | Medalla de oro     | K1 por equipos     |
| 2022               | Augsburgo (Alemania)    | Medalla de plata   | K1 por equipos     |
| Campeonato Europeo |                         |                    |                    |
| Año                | Lugar                   | Medalla            | Competición        |
| 2021               | Ivrea (Italia)          | Medalla de bronce  | K1 por equipos     |